# Isole Gretha
Le isole Gretha sono un gruppo di isole disabitate del Territorio di Nunavut, in Canada.

## Geografia
Il gruppo è composto in totale da tre isole, situate nella regione di Qikiqtaaluk. Si trova nel sound di Eureka, a nord della penisola Raanes sull'isola di Ellesmere e ad est dell'isola Stor. Le Gretha fanno parte delle isole Sverdrup, che a loro volta rientrano tra le isole Regina Elisabetta, nell'arcipelago artico canadese.

## Storia
A conferire il nome Gretha al gruppo fu l'esploratore norvegese Otto Sverdrup, che nel 1904 si riferì ad esse con il nome di Grethas Öer nel suo libro New Land: Four years in the arctic regions.